# Sova (personaje)
Alexander "Sasha" Novikov (en ruso; Саша Новиков), más conocido como Sova es un personaje que pertenece al videojuego (creado por Riot Games), Valorant. Fue revelado oficialmente el 19 de marzo de 2020.

## Historia
Sasha Novikov, originario de la ciudad de Severomorsk, en el óblast de Múrmansk (Rusia), es un arquero que se convirtió en agente del Protocolo VALORANT como su sexto recluta, "Sova". Con su ojo derecho sustituido por uno mecánico tras haberlo perdido, Sova sirve principalmente como explorador del equipo, recopilando información y buscando objetivos mediante métodos antiguos en caso de que la tecnología se quede corta. Al ser muy capaz y fiable tanto en el campo como en su trabajo, además de tener experiencia en múltiples sucesos relacionados con la radianita (haber viajado a través de una grieta y haber conocido a su homólogo Omega), Sova se ha ganado la reputación de ser uno de los agentes más fiables del Protocolo, especialmente para el comandante de la organización, Brimstone.

## Personalidad
Sova, un humilde cazador que ha abatido a hombres y bestias por igual, trabaja con cuidado y precisión, explorando los alrededores y recabando información antes de acabar con el enemigo. Como le ha dicho a Phoenix, Sova cree en el valor de la paciencia y el pensamiento estratégico. Como jugador de equipo que es, Sova siempre elogia a sus aliados y nunca duda en darles su voto de confianza. Parece valorar al equipo hasta el punto de arriesgar su propia vida, a lo que Brimstone le recuerda que es igualmente importante que cuide de sí mismo.
Cypher ha descrito al cazador como una persona "mesurada", refiriéndose a su naturaleza tranquila y serena. Descrito como un hombre de principios, Sova valora la honestidad y la transparencia, y no espera menos que lo mismo de sus compañeros de equipo.

## Apariencia
Sova tiene un tono de piel claro y luce una larga melena rubia que le llega hasta los hombros. Tiene un ojo derecho biónico con lentes azules. Lleva un abrigo de piel adecuado para el frío de su hogar y una capa azul oscuro con un símbolo blanco en forma de hoja en el hombro izquierdo y una X en la espalda. Lleva guantes de cuero de arquero y su búho descansa sobre su antebrazo izquierdo. Lleva el arco a la espalda, en una posición de fácil acceso. Sus botas tienen forma de búho. Lleva un carcaj de dardos de choque en el muslo derecho y un cuchillo de caza en la pantorrilla izquierda.